# Alfredo Atanasof
Alfredo Néstor Atanasof (La Plata, 24 de noviembre de 1949) es un político argentino, que ocupó el cargo de Jefe de Gabinete de Ministros desde 2002 hasta 2003. Fue diputado nacional por la provincia de Buenos Aires durante tres períodos (1995-2002, 2003-2007 y 2009-2013). En enero de 2020 fue designado Embajador argentino en Bulgaria por el presidente Alberto Fernández.

## Carrera
Comenzó su carrera como líder sindical en La Plata, alcanzando el cargo de Secretario General de la Federación de Sindicatos de Trabajadores Municipales de la Provincia de Buenos Aires.
Fue Ministro de Trabajo, durante la presidencia de Eduardo Duhalde, del 3 de enero al 3 de mayo de 2002.
Asumió su cargo la crisis subsiguiente a la renuncia de De la Rúa, en el marco de la crisis económica, social y política que tuvo su clímax cuando el ministro liberal de Economía Domingo Cavallo instauró el corralito que llevó al fin del gobierno de De La Rúa.Cómo diputado presentó más de 100 proyectos de ley y declaración.
Fue denunciado por el abogado Eduardo Barcesat el acuerdo con el FMI que Barcesat consideraba atributo del Congreso de la Nación.
Fue presidente de la comisión de Legislación Laboral y desde allí negoció con el gobierno de la Alianza y los diputados radicales un despacho común de la reforma laboral. 
En 2005 y 2009 fue elegido Concejal de La Plata. En la actualidad se desempeña como Secretario Ejecutivo del Movimiento Productivo Argentino (MPA), agrupación política que también integra el expresidente Eduardo Duhalde.
Durante el gobierno de Daniel Scioli en la provincia de Buenos Aires fue Secretario de Promoción de Inversiones de la Provincia de Buenos Aires, cargo al cual renunció en 2008 debido al conflicto con sector agropecuario. En 2015 apoyó el proyecto presidencial de Roberto Lavangna.